# Mesochorus junctus
Mesochorus junctus är en stekelart som beskrevs av Dasch 1974. Mesochorus junctus ingår i släktet Mesochorus och familjen brokparasitsteklar. Inga underarter finns listade i Catalogue of Life.